# Antiterrorismo

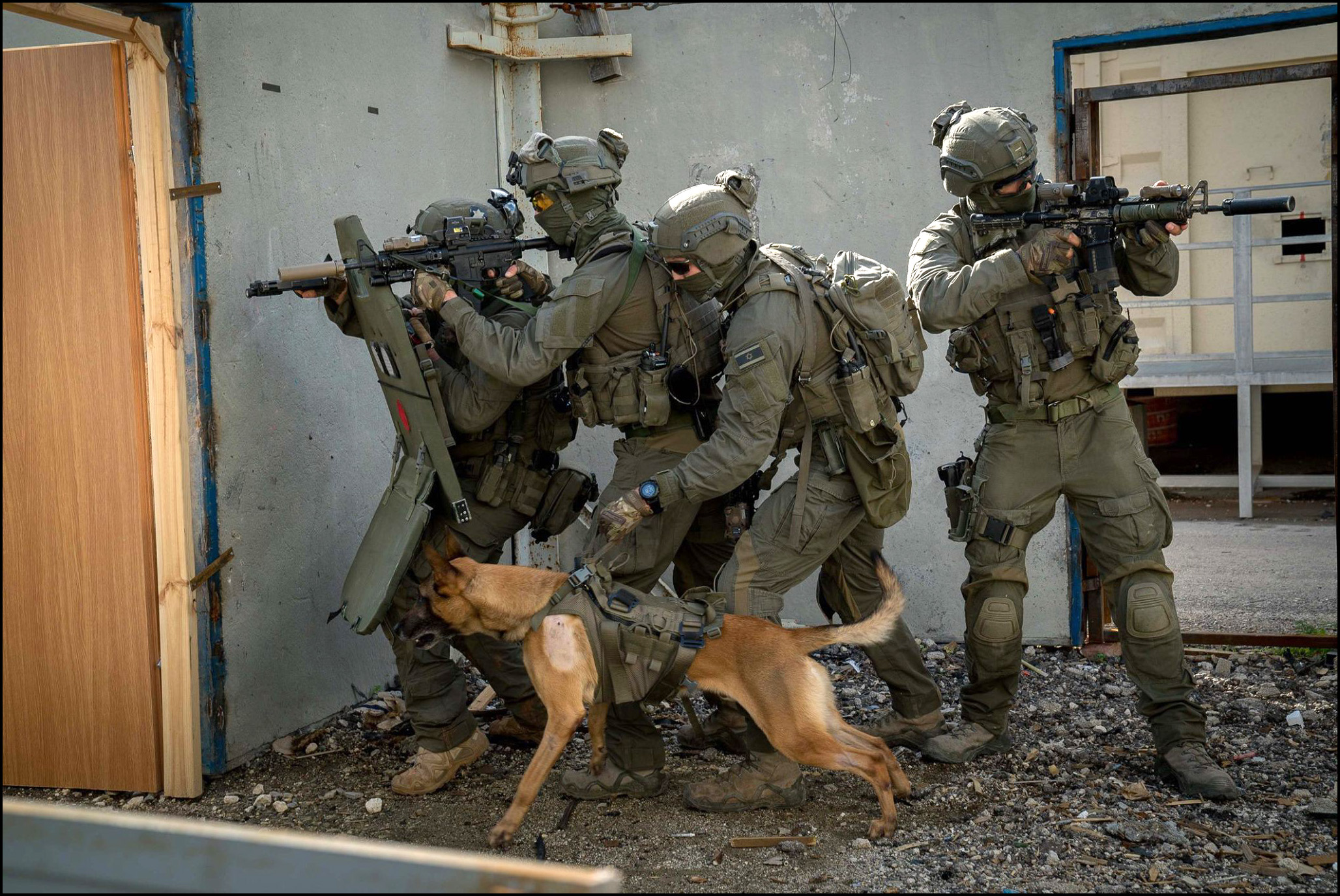
Militares da Yamam

Antiterrorismo ou  contraterrorismo é um conjunto de práticas, táticas e estratégias que governos, militares e outros grupos adotam para se defender do terrorismo. São ações planejadas para o combate das atividades terroristas. Não é específico a um campo ou organização, contudo envolve entidades e sistemas de informações de todos os níveis da sociedade. Mais recentemente a prevenção e o combate à lavagem de dinheiro têm sido integradas nessas estratégias.
Usualmente são utilizadas forças especiais, armadas e/ou técnicas, para atuação em suas operações. Entretanto as polícias locais, bombeiros e equipes de socorro médico tem sido os primeiros grupos a dar os primeiros atendimentos para ataques terroristas.
O jornal The New York Times enumera ações antiterroristas, como negar aos futuros terroristas o acesso a armas, dinheiro e fóruns para espalhar sua ideologia, infiltrar espiões e informantes nos movimentos, sancionar financiadores, vigiar lugares de congregação e processar aqueles que deram ajuda ou conforto aos terroristas. Por fim, programas são estabelecidos para desradicalizar os membros remanescentes.

## Unidade Tática de Contraterrorismo
Atualmente vários países mantém uma unidade de forças especiais voltada a resposta antiterrorismo com unidades táticas de elite, para agir ostensivamente ou preventivamente em ataques terroristas. Essas forças podem ser do setor militar (exército, aeronáutica, marinha ou outras corporações) e setor civil (principalmente no que se refere a segurança publica).
Essas unidades são especificamente treinadas em táticas complexas chamadas de CQB ou Close Quarters Battle, que tem ênfase na furtividade e desenvolvimento da missão com o mínimo de baixas possíveis. Normalmente essas forças são divididas em: unidade de tomada e controle (times de assalto), atiradores de elite, unidade antibomba, equipe de suporte (pilotos de helicópteros, por exemplo) e oficiais de inteligência.
Exemplos de unidades: Special Air Service do Reino Unido e Special Air Service Regiment da Austrália; YAMAM da Guarda de fronteira Israelense e Sayeret Matkal do exército de defesa de Israel; a unidade GSG 9 da policia de fronteira alemã e a KSK do exército da Alemanha; as unidades das policias metropolitanas americanas chamadas SWAT, da marinha US Navy Seals - DEVGRU, COT da Polícia Federal do Brasil, as Forças Especiais do Exército Brasileiro, o  Grupo de Ações Táticas Especiais (PMESP) e o  DAE da Marinha Portuguesa.